# Braunschweiger Kasse
Die Braunschweiger Kasse (BK) war eine bundesweit tätige Ersatzkasse mit Sitz in Hamburg. Sie wurde 1874 gegründet und 1996 aufgelöst. Zuletzt betreute sie 32.818 Versicherte (davon 5.757 Familienangehörige) über 21 Geschäftsstellen und zahlreiche Versichertenälteste.

## Gründung

Kassengeschäftsstelle in Braunschweig, 1881

Zu den Berufsgruppen, die im 19. Jahrhundert früh die Notwendigkeit und Bedeutung von Selbsthilfeeinrichtungen zur sozialen Sicherung erkannten, gehörten die Schneider. So hatte es sich der 1867 gegründete „Allgemeine Deutsche Schneiderverein“ zur Aufgabe gemacht, die sozialen Verhältnisse seiner Berufsgruppe zu verbessern. Dazu gehörte nach Ansicht seiner Gründer auch ein ausreichender Krankenschutz. 1874 wurde der Programmpunkt „Zentralisation sämtlicher Kranken- und Sterbekassen in einem Assekuranzverband“ verwirklicht: Die lokalen Unterstützungskassen der Schneider wurden in Braunschweig zu einem zentralen Unterstützungsbund mit klassischer Selbstverwaltung durch ihre Mitglieder zusammengefasst. Das alles vollzog sich vor dem Beginn der Arbeit an den Sozialgesetzen (1881: „Kaiserliche Botschaft“) und der Gründung der gesetzlichen Krankenversicherung (1883).

## Herausforderung Sozialistengesetze
Schon bald wurde auch der Unterstützungsbund mit den Sozialistengesetzen (1878 bis 1890) konfrontiert. Aber er überstand diese Jahre. Der 1895 geborene gelernte Schneider und spätere Gewerkschafter Hugo Karpf weist darauf hin, dass das auch deshalb nicht hoch genug einzuschätzen ist, weil so die führenden Köpfe der Schneiderbewegung während dieser Zeit in ihrer „Schneiderkasse“ zusammen blieben und sich damit nach Auslaufen der Sozialistengesetze gleich wieder mit ihrem know how in die politische Auseinandersetzung einmischen konnten. Einer von ihnen – August Reimann – vertrat damals die Ansicht, dass es in dieser Situation letztlich nicht nur auf Satzungen sowie Nah- und Fernziele ankam, sondern auch auf Persönlichkeiten, die sich überzeugend „der Sache“ annahmen.

## Sitz der Kasse
Braunschweig war lange Zeit Sitz der Kasse. Erst 1933 wurde die Hauptverwaltung nach Hamburg verlegt. Diese Verlegung hatte vor allem politische Gründe. Bis zu diesem Zeitpunkt war der Geschäftsführer des Deutschen Schneiderbundes stets auch gleichzeitig Geschäftsführer der Kasse.

## Bedeutung der Selbstverwaltung
Bewegung durch Sozialberichterstattung:
Immer wieder führte die Kasse Untersuchungen über die Gesundheitsverhältnisse an den Arbeitsplätzen im Bekleidungsgewerbe durch und stieß damit sogar Debatten im Deutschen Reichstag an.
In der Selbstverwaltung der „alten Schneiderkasse“ waren die Lebensbedingungen der Schneider fast zwangsläufig immer wieder „Thema“. Weil die Selbstverwalter nämlich immer wieder erlebten, wie ihre Berufskollegen bei Krankheit schnell in existentielle Not gerieten und selbst die Beerdigung ihrer Toten kaum bezahlen konnten, wollten sie handeln. Bestätigt wurden ihre Alltagserfahrungen durch Analysen der Leistungsausgaben, bei denen sich zeigte, dass in ihrem Beruf Krankheiten vorherrschten, die auf bestimmte belastende Lebens- und Arbeitsbedingungen schließen ließen. Man tauschte sich darüber aus (oft recht lebhaft) und überlegte, was die Schneiderkasse für ihre Mitglieder tun konnte (dokumentiert durch die Sammlung der Protokolle der damaligen Selbstverwaltungssitzungen). Dazu gehörte auch die Sozialberichterstattung im politischen Raum, um politisches Bewusstsein und politischen Druck zu erzeugen. Auf solche Informationen sind Gewerkschafter und Politiker bis heute angewiesen.
Die Selbstverwaltung nutzte im Laufe der Jahrzehnte die gesetzlich begrenzten Möglichkeiten ihrer Autonomie, den gesetzlichen Versicherungsschutz bedarfsgerecht durch Mehrleistungen zu erweitern. So führte sie in den 1950er Jahren den sehr kostspieligen Anspruch auf Entbindung in einer Entbindungsanstalt ein (ein heute selbstverständliches Recht, über das niemand mehr ein Wort verliert). In den 1980er Jahren gehörte die Braunschweiger Kasse zu den Kassen, die von sich aus als erste die Altersgrenzen für Früherkennungsuntersuchungen senkten.

## Bewegung durch Sozialberichterstattung

Immer wieder führte die BK Untersuchungen über die Gesundheitsverhältnisse an den Arbeitsplätzen im Bekleidungsgewerbe durch und stieß damit sogar Debatten im Deutschen Reichstag an.

Erfolgreich war auch die praktische Zusammenarbeit zwischen Kasse und Gewerkschaft bei der Erforschung der Gesundheitsverhältnisse in der Schneiderei. So wies die Kasse um die Jahrhundertwende nach, dass im Bekleidungsgewerbe im Jahre 1896 48,3 Prozent aller Sterbefälle auf Lungen- und Kehlkopftuberkulose zurückzuführen waren und das Durchschnittsalter der Gestorbenen bei 39 Jahren lag. Die Kasse legte dazu Gutachten von Sanitätsrat Elben und dem bekannten Gewerbehygieniker Sommerfeld vor. Das führte zu heftigen Debatten im Deutschen Reichstag und hatte letztlich positive Auswirkungen auf die Tarifarbeit und die Gewerbeaufsicht.
In den Jahren 1955 bis 1963 führte die Kasse Erhebungen über typische arbeitsbedingte Erkrankungen in der Konfektion durch, deren Dramatik vom Hygienischen Institut der Universität Hamburg bestätigt wurde. Was heute gängiges Wissen ist, wurde damals mit Daten und Kenntnissen der Braunschweiger Kasse erstmals gründlich erforscht. Das populäre staatliche Programm „Humanisierung des Arbeitslebens“ (HdA) wurde erst viel später (nämlich 1974) gestartet.

## Sensibilität der Selbstverwaltung und Identitätsattraktivität kleinerer Krankenkassen

BK: Die erste zugelassene Ersatzkasse in Deutschland

Karl Betz, der frühere Hauptgeschäftsführer der Kasse (1953–1981) schildert in der Jubiläumsschrift „Von der Zeit gefordert“ (Hamburg 1974), mit welcher Gewissenhaftigkeit und Sachlichkeit man im 19. Jahrhundert über Rechte und Pflichten der Versicherten diskutiert hat. Da stand auf der einen Seite die Vorstellung, „ehrliche und anständige, jedoch allen unnötigen Aufwand vermeidende Leistungen zu erbringen“ (heute formal in § 12 SGB V unter dem Stichwort „Wirtschaftlichkeitsgebot“ gesetzlich festgeschrieben), auf der anderen Seite aber auch, jeglichen Missbrauch zu verhindern. So war reihum jedes Mitglied verpflichtet, zwei Wochen lang Krankenbesuche (und damit auch Krankenkontrolle) durchzuführen. Das wäre heute undenkbar.
Udo Kruse (Nachfolger von Karl Betz von 1981 bis 1996) hat die engagierte gruppenbezogene Selbstverwaltungsarbeit lange Zeit hauptamtlich miterlebt. Und er hat miterlebt, wie ein solches gruppenbezogenes Engagement – so wie es früher in zahlreichen, meist kleinen Berufs-, Betriebs- und Ortskrankenkassen – in den heutigen Großkassen schon zwangsläufig untergehen musste. Wegen dieser Gruppenbindung hat es in Deutschland einmal Tausende Krankenkassen gegeben. 1913 waren es 21.492 Kassen, 1970 noch 1.815 Kassen und 2016 nur noch 118 Kassen (Statistik). Die Zeit erforderte andere Schwerpunkte.

## Mitgliedschaftsrecht und Mitgliederentwicklung
Am 16. Dezember 1913 wurde die alte Schneiderkasse als erste Ersatzkasse in Deutschland zugelassen. Der Kreis der Personen, die sie aufnehmen durfte, wurde damit festgeschrieben und durfte bis 1996 nicht verändert werden. Diese Beschränkung stärkte das Identitätsbewusstsein der Versicherten, weil sie alle derselben Berufsgruppe angehörten. Das war für die Existenz der Kasse unproblematisch, solange es genügend Beschäftigte im Bekleidungsgewerbe gab, die Mitglied der Kasse werden konnten. Als die Zahl der Beschäftigten dann allerdings seit den 1970er-Jahren radikal sank, kam die Kasse in Existenznöte. Waren so 1970 im westdeutschen Bekleidungsgewerbe noch rund 384.000 Arbeitnehmer zu verzeichnen, so sank deren Zahl bis 1996 auf rund 150.000 Arbeitnehmer. Damit waren dann nur noch knapp 30 v.H. der Arbeitsplätze des Jahres 1970 vorhanden (Globalisierung). Auch die Erweiterung des Geschäftsgebietes auf die neuen Bundesländer brachte keine Erleichterung, weil die ostdeutsche Bekleidungsindustrie nach der Wiedervereinigung nahezu völlig zusammen brach. So waren von den 110.000 Arbeitsplätzen des Jahres 1989 im Jahre 1994 nur noch rund 11.000 übrig geblieben.

## Abgelehnte Ausweitung des aufnahmefähigen Personenkreises

Am 16. Dezember 1913 wurde die 1874 gegründete „alte Schneiderkasse“ (später: Braunschweiger Kasse) als erste Ersatzkasse in Deutschland zugelassen. Der Kreis der Personen, die sie aufnehmen durfte, wurde dabei festgeschrieben und durfte bis 1996 nicht verändert werden.

Vor dem Hintergrund des dramatischen Beschäftigungseinbruchs hat sich die Kasse früh um eine behutsame Ausweitung ihres aufnahmefähigen Personenkreises bemüht. So stellte sie Anfang der 1980er-Jahre beim Bundesministerium für Arbeit und Sozialordnung einen Antrag auf Ausweitung auf die Beschäftigten in der Textilindustrie sowie auf alle Beschäftigten im Bekleidungsgewerbe. Damals konnten nämlich bei weitem nicht alle Beschäftigten im Bekleidungsgewerbe Mitglied der BK werden. Neben den Angestellten waren das ganze Gruppen gewerblicher Beschäftigter. Das konnte zur Folge haben, dass in einem Bekleidungsbetrieb von zwei nebeneinander Beschäftigten einer aufnahmefähig war und einer nicht.
Bei der Gewinnung dieser aufnahmefähigen Beschäftigten stand die Kasse im Wettbewerb mit den Pflichtkrankenkassen (Ortskrankenkassen, Betriebskrankenkassen, Innungskrankenkassen). In diesem Wettbewerb war sie von Anfang an stark benachteiligt, weil bei ihr nur Mitglied wurde, wer einen entsprechenden Aufnahmeantrag stellte. Wer das nicht tat (weil er die „Alternative Ersatzkasse“ nicht kannte oder ihr Angebot nicht einschätzen konnte), wurde kraft Gesetzes (ohne eigene Willenserklärung und ohne Beitrittserklärung) der zuständigen Pflichtkrankenkasse zugewiesen. Benachteiligt wurde die Kasse zudem bis in die 80er Jahre, weil sie nur ein eingeschränktes Werberecht hatte. So war ihr die Mitgliederwerbung durch Plakate, Flugblätter und Rundschreiben an Nichtmitglieder bei Androhung der Widerrufung ihrer Zulassung untersagt. Grundlage hierfür war der noch in der Bundesrepublik gültige Erlass des Reichs- und Preußischen Arbeitsministers vom 10. April 1937 (gerichtet an die Aufsichtsbehörde und den Ersatzkassen nur zur Kenntnis gebracht). Dies war in ihrer Geschäftsanweisung zu dokumentieren und musste den Beschäftigten ausdrücklich vermittelt werden. Der frühere Hauptgeschäftsführer Udo Kruse erinnert sich daran, wie er 1974 zu Beginn seines Beschäftigungsverhältnisses ausdrücklich hierauf verpflichtet wurde.
Obwohl die Kasse damit letztlich auf Mundpropaganda angewiesen war, war sie bis zur Beschäftigungskrise im Bekleidungsgewerbe sehr erfolgreich. Ihre Stärke war ihre Identitätsattraktivität. So sorgten die Arbeitskolleginnen und Arbeitskollegen häufig dafür, dass Neulinge Mitglied ihrer Berufskrankenkasse wurden.

## Die politischen Rahmenbedingungen
Die aufgrund der Beschäftigungskrise vorgenommenen Bemühungen der Existenzsicherung waren damals auf eine geringfügige Ausweitung ihres seit 1913 festgeschriebenen Personenkreises auf alle Beschäftigten des Bekleidungsgewerbes sowie der Textilindustrie gerichtet. Sie wollte auch um sie in den Wettbewerb mit den Pflichtkassen treten (mit den beschriebenen Wettbewerbsnachteilen). Aus der Berufskrankenkasse des Bekleidungsgewerbes sollte die „Berufskrankenkasse Textil Mode Bekleidung“ werden. Man wollte weiterhin auf die historisch gewachsene Identitätsattraktivität setzen.
Der damalige Hauptgeschäftsführer Udo Kruse schildert, dass ihm damals zwar in internen Gesprächen im Bundesministerium für Arbeit und Sozialordnung Verständnis für die unbefriedigende Situation gezeigt wurde, es aber keine Bereitschaft bestand, den aufnahmefähigen Personenkreis auch nur geringfügig zu erweitern, weil damit die starre Wettbewerbsgrenze zwischen den Ersatzkassen und den Pflichtkassen tangiert würde. Im Ministerium erwartete man nämlich erheblichen politischen Widerstand von den Ortskrankenkassen gegen eine solche Erweiterung, weil diese einen Dominoeffekt im Wettbewerb zwischen den Ersatzkassen und den Pflichtkassen befürchteten. Damals fühlten sie sich im Wettbewerb aus Imagegründen den Ersatzkassen unterlegen. Dort nämlich, wo die Bürger damals zwischen einer Pflichtkasse und einer Angestellten-Ersatzkasse wählen konnten, entschieden sie sich meistens für die Ersatzkasse. Als dann 1996 mit der Neuordnung des Krankenkassenwahlrechtes die Wettbewerbseinschränkungen aufgehoben wurden, war das ganz anders: Die Ortskrankenkassen können sich seitdem im Wettbewerb mit den Ersatzkassen durchaus behaupten.

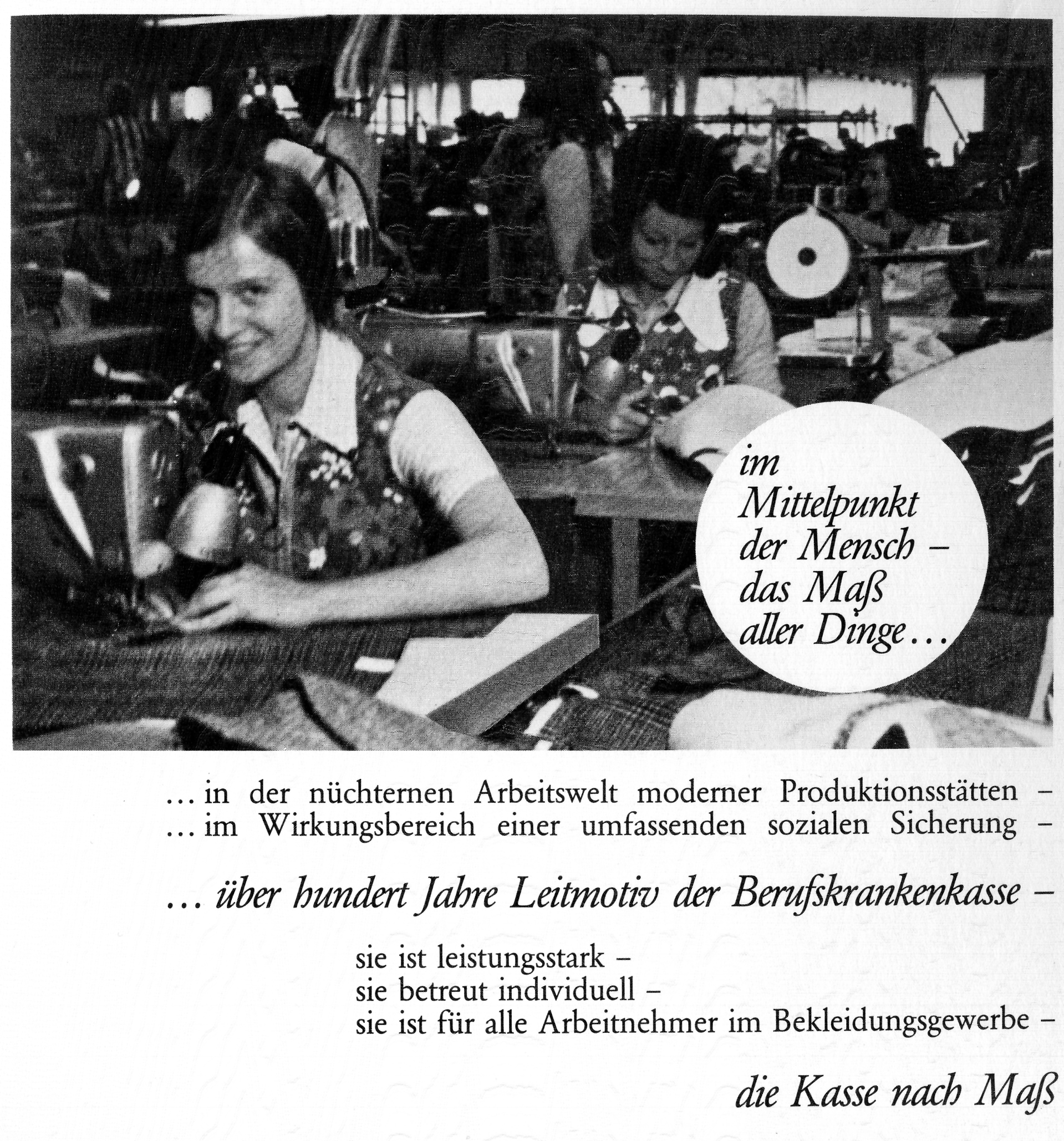
Selbstdarstellung der Braunschweiger Kasse in ihrer Jubiläumsschrift zum hundertjährigen Bestehen (1974).

Anfang der 1980er Jahre allerdings wurde dem Hauptgeschäftsführer im Bundesministerium gesagt, dass man sich mit einer Ausweitung nur beschäftigen würde, wenn es gelänge, eine Zustimmung von den Ortskrankenkassen bzw. dem damaligen Bundesverband der Ortskrankenkassen (BdO) zu bekommen. Die daraufhin geführten Gespräche mit dem BdO blieben allerdings erfolglos. Erfolglos waren auch Bemühungen um eine gesetzliche Ausweitung über die Ausschussarbeit vorzunehmen. Ein entsprechender Ansatz wurde von der Ausschussmehrheit verworfen. Als rund zehn Jahre später durch die Neuordnung des Kassenwahlrechts die alten Einschränkungen rigoros gestrichen wurden und ein uneingeschränkter Wettbewerb einsetzte, war es für die Braunschweiger Kasse zu spät. Sie löste sich zum 31. Dezember 1996 auf. Ihre Versicherten wurden weitgehend und die Beschäftigten vollständig von der DAK übernommen.

## Der Verwaltungsrat (1996)
Frauen in der Mehrheit der Selbstverwaltung:
In ihren ersten Jahrzehnten wurde die Selbstverwaltung vom klassischen Schneider geprägt. Frauen spielten keine Rolle. Als dann die Frauen (insbesondere Näherinnen) in der Mitgliedschaft überwogen (Anteil der Frauen: 79,3 % in den alten Bundesländern, 91,5 % in den neuen Bundesländern), wirkte sich dies auch in der Selbstverwaltung aus. Im letzten Verwaltungsrat waren die Frauen in der Mehrheit. So setzte sich der letzte Verwaltungsrat zusammen: Heinz Meinbresse (Kaarst, Vorsitzender), Jean Eggen (Mönchengladbach, stellvertr. Vorsitzende), Walter Scharf (Sulzbach, Schriftführer), Günther Bär (München), Günther Brand (Fulda), Udo Dehnert (Seeretz), Renate Knops (Aidhausen), Marlies Kubek (Schloss Holte-Stukenbrock), Brigitte Mohr (Dortmund), Eva Sitz (Aue), Vesna Witschel (Winsen/Luhe),
Efser Yazici (München), Karlheinz Zoll (Wörth)